# Seznam občin departmaja Charente
Seznam občin departmaja Charente zajema 404 občin.
- (CAA) Communauté d'agglomération du Grand Angoulême, ustanovljena leta 2000.

| INSEE | Poštna številka | Občina                          |
| ----- | --------------- | ------------------------------- |
| 16001 | 16500           | Abzac                           |
| 16002 | 16700           | Les Adjots                      |
| 16003 | 16110           | Agris                           |
| 16004 | 16190           | Aignes-et-Puypéroux             |
| 16005 | 16140           | Aigre                           |
| 16007 | 16490           | Alloue                          |
| 16008 | 16140           | Ambérac                         |
| 16009 | 16490           | Ambernac                        |
| 16010 | 16300           | Ambleville                      |
| 16011 | 16560           | Anais                           |
| 16012 | 16130           | Angeac-Champagne                |
| 16013 | 16120           | Angeac-Charente                 |
| 16014 | 16300           | Angeduc                         |
| 16015 | 16000           | Angoulême (CAA)                 |
| 16016 | 16500           | Ansac-sur-Vienne                |
| 16017 | 16170           | Anville                         |
| 16018 | 16130           | Ars                             |
| 16019 | 16290           | Asnières-sur-Nouère             |
| 16020 | 16390           | Aubeterre-sur-Dronne            |
| 16021 | 16250           | Aubeville                       |
| 16339 | 16170           | Auge-Saint-Médard               |
| 16023 | 16460           | Aunac                           |
| 16024 | 16560           | Aussac-Vadalle                  |
| 16025 | 16360           | Baignes-Sainte-Radegonde        |
| 16026 | 16430           | Balzac                          |
| 16027 | 16140           | Barbezières                     |
| 16028 | 16300           | Barbezieux-Saint-Hilaire        |
| 16029 | 16210           | Bardenac                        |
| 16030 | 16300           | Barret                          |
| 16031 | 16700           | Barro                           |
| 16032 | 16120           | Bassac                          |
| 16033 | 16460           | Bayers                          |
| 16034 | 16210           | Bazac                           |
| 16035 | 16450           | Beaulieu-sur-Sonnette           |
| 16036 | 16250           | Bécheresse                      |
| 16037 | 16210           | Bellon                          |
| 16038 | 16350           | Benest                          |
| 16039 | 16700           | Bernac                          |
| 16040 | 16480           | Berneuil                        |
| 16041 | 16250           | Bessac                          |
| 16042 | 16140           | Bessé                           |
| 16043 | 16170           | Bignac                          |
| 16044 | 16700           | Bioussac                        |
| 16045 | 16120           | Birac                           |
| 16046 | 16250           | Blanzac-Porcheresse             |
| 16047 | 16320           | Blanzaguet-Saint-Cybard         |
| 16048 | 16480           | Boisbreteau                     |
| 16049 | 16390           | Bonnes                          |
| 16050 | 16120           | Bonneuil                        |
| 16051 | 16170           | Bonneville                      |
| 16053 | 16360           | Bors (Baignes-Sainte-Radegonde) |
| 16052 | 16190           | Bors (Montmoreau-Saint-Cybard)  |
| 16054 | 16350           | Le Bouchage                     |
| 16055 | 16410           | Bouëx                           |
| 16056 | 16200           | Bourg-Charente                  |
| 16057 | 16120           | Bouteville                      |
| 16058 | 16100           | Boutiers-Saint-Trojan           |
| 16059 | 16240           | Brettes                         |
| 16060 | 16370           | Bréville                        |
| 16061 | 16590           | Brie                            |
| 16062 | 16300           | Brie-sous-Barbezieux            |
| 16063 | 16210           | Brie-sous-Chalais               |
| 16064 | 16420           | Brigueuil                       |
| 16065 | 16500           | Brillac                         |
| 16066 | 16480           | Brossac                         |
| 16067 | 16110           | Bunzac                          |
| 16068 | 16260           | Cellefrouin                     |
| 16069 | 16230           | Cellettes                       |
| 16070 | 16150           | Chabanais                       |
| 16071 | 16150           | Chabrac                         |
| 16072 | 16250           | Chadurie                        |
| 16073 | 16210           | Chalais                         |
| 16074 | 16300           | Challignac                      |
| 16076 | 16350           | Champagne-Mouton                |
| 16075 | 16250           | Champagne-Vigny                 |
| 16077 | 16290           | Champmillon                     |
| 16078 | 16430           | Champniers                      |
| 16079 | 16360           | Chantillac                      |
| 16081 | 16140           | La Chapelle                     |
| 16082 | 16320           | Charmant                        |
| 16083 | 16140           | Charmé                          |
| 16084 | 16380           | Charras                         |
| 16085 | 16260           | Chasseneuil-sur-Bonnieure       |
| 16086 | 16150           | Chassenon                       |
| 16087 | 16350           | Chassiecq                       |
| 16088 | 16200           | Chassors                        |
| 16089 | 16100           | Châteaubernard                  |
| 16090 | 16120           | Châteauneuf-sur-Charente        |
| 16091 | 16480           | Châtignac                       |
| 16092 | 16320           | Chavenat                        |
| 16093 | 16380           | Chazelles                       |
| 16094 | 16460           | Chenommet                       |
| 16095 | 16460           | Chenon                          |
| 16096 | 16310           | Cherves-Châtelars               |
| 16097 | 16370           | Cherves-Richemont               |
| 16098 | 16240           | La Chèvrerie                    |
| 16099 | 16480           | Chillac                         |
| 16100 | 16150           | Chirac                          |
| 16101 | 16440           | Claix                           |
| 16102 | 16100           | Cognac                          |
| 16103 | 16320           | Combiers                        |
| 16104 | 16700           | Condac                          |
| 16105 | 16360           | Condéon                         |
| 16106 | 16500           | Confolens                       |
| 16107 | 16560           | Coulgens                        |
| 16108 | 16330           | Coulonges                       |
| 16109 | 16200           | Courbillac                      |
| 16110 | 16240           | Courcôme                        |
| 16111 | 16190           | Courgeac                        |
| 16112 | 16210           | Courlac                         |
| 16113 | 16400           | La Couronne (CAA)               |
| 16114 | 16460           | Couture                         |
| 16115 | 16250           | Cressac-Saint-Genis             |
| 16116 | 16300           | Criteuil-la-Magdeleine          |
| 16117 | 16210           | Curac                           |
| 16118 | 16190           | Deviat                          |
| 16119 | 16410           | Dignac                          |
| 16120 | 16410           | Dirac                           |
| 16121 | 16290           | Douzat                          |
| 16122 | 16140           | Ébréon                          |
| 16123 | 16170           | Échallat                        |
| 16124 | 16220           | Écuras                          |
| 16125 | 16320           | Édon                            |
| 16127 | 16240           | Empuré                          |
| 16128 | 16490           | Épenède                         |
| 16129 | 16120           | Éraville                        |
| 16130 | 16210           | Les Essards                     |
| 16131 | 16500           | Esse                            |
| 16132 | 16150           | Étagnac                         |
| 16133 | 16250           | Étriac                          |
| 16134 | 16150           | Exideuil                        |
| 16135 | 16220           | Eymouthiers                     |
| 16136 | 16700           | La Faye                         |
| 16137 | 16380           | Feuillade                       |
| 16138 | 16730           | Fléac (CAA)                     |
| 16139 | 16200           | Fleurac                         |
| 16140 | 16230           | Fontclaireau                    |
| 16141 | 16230           | Fontenille                      |
| 16142 | 16240           | La Forêt-de-Tessé               |
| 16143 | 16410           | Fouquebrune                     |
| 16144 | 16140           | Fouqueure                       |
| 16145 | 16200           | Foussignac                      |
| 16146 | 16410           | Garat                           |
| 16147 | 16320           | Gardes-le-Pontaroux             |
| 16148 | 16170           | Genac                           |
| 16149 | 16270           | Genouillac                      |
| 16150 | 16130           | Gensac-la-Pallue                |
| 16151 | 16130           | Genté                           |
| 16152 | 16130           | Gimeux                          |
| 16153 | 16200           | Gondeville                      |
| 16154 | 16160           | Gond-Pontouvre (CAA)            |
| 16155 | 16140           | Les Gours                       |
| 16156 | 16170           | Gourville                       |
| 16157 | 16450           | Le Grand-Madieu                 |
| 16158 | 16380           | Grassac                         |
| 16297 | 16120           | Graves-Saint-Amant              |
| 16160 | 16300           | Guimps                          |
| 16161 | 16480           | Guizengeard                     |
| 16162 | 16320           | Gurat                           |
| 16163 | 16290           | Hiersac                         |
| 16164 | 16490           | Hiesse                          |
| 16165 | 16200           | Houlette                        |
| 16166 | 16340           | L'Isle-d'Espagnac (CAA)         |
| 16167 | 16200           | Jarnac                          |
| 16168 | 16560           | Jauldes                         |
| 16169 | 16100           | Javrezac                        |
| 16170 | 16190           | Juignac                         |
| 16171 | 16130           | Juillac-le-Coq                  |
| 16172 | 16320           | Juillaguet                      |
| 16173 | 16230           | Juillé                          |
| 16174 | 16200           | Julienne                        |
| 16175 | 16250           | Jurignac                        |
| 16176 | 16300           | Lachaise                        |
| 16177 | 16120           | Ladiville                       |
| 16178 | 16300           | Lagarde-sur-le-Né               |
| 16179 | 16300           | Lamérac                         |
| 16180 | 16390           | Laprade                         |
| 16183 | 16310           | Lésignac-Durand                 |
| 16181 | 16500           | Lessac                          |
| 16182 | 16420           | Lesterps                        |
| 16184 | 16460           | Lichères                        |
| 16185 | 16140           | Ligné                           |
| 16186 | 16130           | Lignières-Sonneville            |
| 16187 | 16730           | Linars (CAA)                    |
| 16188 | 16310           | Le Lindois                      |
| 16189 | 16700           | Londigny                        |
| 16190 | 16240           | Longré                          |
| 16191 | 16230           | Lonnes                          |
| 16193 | 16100           | Louzac-Saint-André              |
| 16194 | 16140           | Lupsault                        |
| 16195 | 16450           | Lussac                          |
| 16196 | 16230           | Luxé                            |
| 16197 | 16240           | La Magdeleine                   |
| 16198 | 16320           | Magnac-Lavalette-Villars        |
| 16199 | 16600           | Magnac-sur-Touvre (CAA)         |
| 16200 | 16230           | Maine-de-Boixe                  |
| 16201 | 16250           | Mainfonds                       |
| 16202 | 16200           | Mainxe                          |
| 16203 | 16380           | Mainzac                         |
| 16204 | 16120           | Malaville                       |
| 16205 | 16500           | Manot                           |
| 16206 | 16230           | Mansle                          |

| INSEE | Poštna številka | Občina                          |
| ----- | --------------- | ------------------------------- |
| 16207 | 16140           | Marcillac-Lanville              |
| 16208 | 16170           | Mareuil                         |
| 16209 | 16110           | Marillac-le-Franc               |
| 16210 | 16570           | Marsac                          |
| 16211 | 16380           | Marthon                         |
| 16212 | 16310           | Massignac                       |
| 16213 | 16310           | Mazerolles                      |
| 16214 | 16270           | Mazières                        |
| 16215 | 16210           | Médillac                        |
| 16216 | 16200           | Mérignac                        |
| 16217 | 16100           | Merpins                         |
| 16218 | 16370           | Mesnac                          |
| 16220 | 16200           | Les Métairies                   |
| 16221 | 16140           | Mons                            |
| 16222 | 16620           | Montboyer                       |
| 16223 | 16220           | Montbron                        |
| 16224 | 16300           | Montchaude                      |
| 16225 | 16310           | Montembœuf                      |
| 16226 | 16330           | Montignac-Charente              |
| 16227 | 16390           | Montignac-le-Coq                |
| 16228 | 16170           | Montigné                        |
| 16229 | 16240           | Montjean                        |
| 16230 | 16190           | Montmoreau-Saint-Cybard         |
| 16231 | 16420           | Montrollet                      |
| 16232 | 16600           | Mornac                          |
| 16233 | 16120           | Mosnac                          |
| 16234 | 16290           | Moulidars                       |
| 16236 | 16440           | Mouthiers-sur-Boëme             |
| 16237 | 16460           | Mouton                          |
| 16238 | 16460           | Moutonneau                      |
| 16239 | 16310           | Mouzon                          |
| 16240 | 16390           | Nabinaud                        |
| 16241 | 16230           | Nanclars                        |
| 16242 | 16700           | Nanteuil-en-Vallée              |
| 16243 | 16200           | Nercillac                       |
| 16244 | 16440           | Nersac (CAA)                    |
| 16245 | 16270           | Nieuil                          |
| 16246 | 16190           | Nonac                           |
| 16247 | 16120           | Nonaville                       |
| 16248 | 16140           | Oradour                         |
| 16249 | 16500           | Oradour-Fanais                  |
| 16250 | 16220           | Orgedeuil                       |
| 16251 | 16480           | Oriolles                        |
| 16252 | 16210           | Orival                          |
| 16253 | 16240           | Paizay-Naudouin-Embourie        |
| 16254 | 16390           | Palluaud                        |
| 16255 | 16450           | Parzac                          |
| 16256 | 16480           | Passirac                        |
| 16257 | 16250           | Péreuil                         |
| 16258 | 16250           | Pérignac                        |
| 16259 | 16270           | La Péruse                       |
| 16260 | 16390           | Pillac                          |
| 16261 | 16260           | Les Pins                        |
| 16262 | 16170           | Plaizac                         |
| 16263 | 16250           | Plassac-Rouffiac                |
| 16264 | 16490           | Pleuville                       |
| 16267 | 16190           | Poullignac                      |
| 16268 | 16700           | Poursac                         |
| 16269 | 16110           | Pranzac                         |
| 16270 | 16150           | Pressignac                      |
| 16271 | 16400           | Puymoyen (CAA)                  |
| 16272 | 16230           | Puyréaux                        |
| 16273 | 16240           | Raix                            |
| 16274 | 16110           | Rancogne                        |
| 16275 | 16140           | Ranville-Breuillaud             |
| 16276 | 16360           | Reignac                         |
| 16277 | 16200           | Réparsac                        |
| 16279 | 16210           | Rioux-Martin                    |
| 16280 | 16110           | Rivières                        |
| 16281 | 16110           | La Rochefoucauld                |
| 16282 | 16110           | La Rochette                     |
| 16283 | 16320           | Ronsenac                        |
| 16284 | 16210           | Rouffiac                        |
| 16285 | 16320           | Rougnac                         |
| 16286 | 16170           | Rouillac                        |
| 16287 | 16440           | Roullet-Saint-Estèphe           |
| 16192 | 16270           | Roumazières-Loubert             |
| 16289 | 16310           | Roussines                       |
| 16290 | 16220           | Rouzède                         |
| 16291 | 16600           | Ruelle-sur-Touvre (CAA)         |
| 16292 | 16700           | Ruffec                          |
| 16293 | 16310           | Saint-Adjutory                  |
| 16294 | 16190           | Saint-Amant                     |
| 16295 | 16330           | Saint-Amant-de-Boixe            |
| 16296 | 16230           | Saint-Amant-de-Bonnieure        |
| 16298 | 16170           | Saint-Amant-de-Nouère           |
| 16300 | 16230           | Saint-Angeau                    |
| 16301 | 16300           | Saint-Aulais-la-Chapelle        |
| 16302 | 16210           | Saint-Avit                      |
| 16303 | 16300           | Saint-Bonnet                    |
| 16304 | 16100           | Saint-Brice                     |
| 16306 | 16420           | Saint-Christophe                |
| 16307 | 16230           | Saint-Ciers-sur-Bonnieure       |
| 16308 | 16450           | Saint-Claud                     |
| 16310 | 16350           | Saint-Coutant                   |
| 16312 | 16170           | Saint-Cybardeaux                |
| 16309 | 16230           | Sainte-Colombe                  |
| 16349 | 16200           | Sainte-Sévère                   |
| 16354 | 16480           | Sainte-Souline                  |
| 16314 | 16190           | Saint-Eutrope                   |
| 16315 | 16480           | Saint-Félix                     |
| 16316 | 16130           | Saint-Fort-sur-le-Né            |
| 16317 | 16140           | Saint-Fraigne                   |
| 16318 | 16460           | Saint-Front                     |
| 16320 | 16570           | Saint-Genis-d'Hiersac           |
| 16321 | 16700           | Saint-Georges                   |
| 16322 | 16500           | Saint-Germain-de-Confolens      |
| 16323 | 16380           | Saint-Germain-de-Montbron       |
| 16325 | 16700           | Saint-Gourson                   |
| 16326 | 16230           | Saint-Groux                     |
| 16328 | 16190           | Saint-Laurent-de-Belzagot       |
| 16329 | 16450           | Saint-Laurent-de-Céris          |
| 16330 | 16100           | Saint-Laurent-de-Cognac         |
| 16331 | 16480           | Saint-Laurent-des-Combes        |
| 16332 | 16250           | Saint-Léger                     |
| 16334 | 16190           | Saint-Martial                   |
| 16335 | 16700           | Saint-Martin-du-Clocher         |
| 16336 | 16260           | Saint-Mary                      |
| 16337 | 16500           | Saint-Maurice-des-Lions         |
| 16338 | 16300           | Saint-Médard                    |
| 16340 | 16720           | Saint-Même-les-Carrières        |
| 16341 | 16470           | Saint-Michel (CAA)              |
| 16342 | 16300           | Saint-Palais-du-Né              |
| 16343 | 16130           | Saint-Preuil                    |
| 16344 | 16110           | Saint-Projet-Saint-Constant     |
| 16346 | 16210           | Saint-Quentin-de-Chalais        |
| 16345 | 16150           | Saint-Quentin-sur-Charente      |
| 16347 | 16210           | Saint-Romain                    |
| 16348 | 16290           | Saint-Saturnin (CAA)            |
| 16350 | 16390           | Saint-Séverin                   |
| 16351 | 16120           | Saint-Simeux                    |
| 16352 | 16120           | Saint-Simon                     |
| 16353 | 16220           | Saint-Sornin                    |
| 16355 | 16370           | Saint-Sulpice-de-Cognac         |
| 16356 | 16460           | Saint-Sulpice-de-Ruffec         |
| 16357 | 16480           | Saint-Vallier                   |
| 16358 | 16710           | Saint-Yrieix-sur-Charente (CAA) |
| 16359 | 16130           | Salles-d'Angles                 |
| 16360 | 16300           | Salles-de-Barbezieux            |
| 16361 | 16700           | Salles-de-Villefagnan           |
| 16362 | 16190           | Salles-Lavalette                |
| 16363 | 16420           | Saulgond                        |
| 16364 | 16310           | Sauvagnac                       |
| 16365 | 16480           | Sauvignac                       |
| 16366 | 16130           | Segonzac                        |
| 16368 | 16410           | Sers                            |
| 16369 | 16200           | Sigogne                         |
| 16370 | 16440           | Sireuil                         |
| 16371 | 16170           | Sonneville                      |
| 16372 | 16380           | Souffrignac                     |
| 16373 | 16240           | Souvigné                        |
| 16374 | 16800           | Soyaux (CAA)                    |
| 16375 | 16260           | Suaux                           |
| 16376 | 16270           | Suris                           |
| 16377 | 16260           | La Tâche                        |
| 16378 | 16700           | Taizé-Aizie                     |
| 16379 | 16110           | Taponnat-Fleurignac             |
| 16380 | 16360           | Le Tâtre                        |
| 16381 | 16240           | Theil-Rabier                    |
| 16382 | 16410           | Torsac                          |
| 16383 | 16560           | Tourriers                       |
| 16384 | 16360           | Touvérac                        |
| 16385 | 16600           | Touvre (CAA)                    |
| 16386 | 16120           | Touzac                          |
| 16387 | 16200           | Triac-Lautrait                  |
| 16388 | 16730           | Trois-Palis                     |
| 16389 | 16350           | Turgon                          |
| 16390 | 16140           | Tusson                          |
| 16391 | 16700           | Tuzie                           |
| 16392 | 16460           | Valence                         |
| 16393 | 16330           | Vars                            |
| 16394 | 16320           | Vaux-Lavalette                  |
| 16395 | 16170           | Vaux-Rouillac                   |
| 16396 | 16460           | Ventouse                        |
| 16397 | 16140           | Verdille                        |
| 16398 | 16310           | Verneuil                        |
| 16399 | 16130           | Verrières                       |
| 16400 | 16510           | Verteuil-sur-Charente           |
| 16401 | 16330           | Vervant                         |
| 16402 | 16120           | Vibrac                          |
| 16403 | 16350           | Le Vieux-Cérier                 |
| 16404 | 16350           | Vieux-Ruffec                    |
| 16405 | 16300           | Vignolles                       |
| 16406 | 16220           | Vilhonneur                      |
| 16408 | 16320           | Villebois-Lavalette             |
| 16409 | 16240           | Villefagnan                     |
| 16410 | 16700           | Villegats                       |
| 16411 | 16140           | Villejésus                      |
| 16412 | 16560           | Villejoubert                    |
| 16413 | 16240           | Villiers-le-Roux                |
| 16414 | 16230           | Villognon                       |
| 16415 | 16430           | Vindelle                        |
| 16416 | 16310           | Vitrac-Saint-Vincent            |
| 16417 | 16120           | Viville                         |
| 16418 | 16400           | Vœuil-et-Giget                  |
| 16419 | 16330           | Vouharte                        |
| 16420 | 16250           | Voulgézac                       |
| 16421 | 16220           | Vouthon                         |
| 16422 | 16410           | Vouzan                          |
| 16423 | 16330           | Xambes                          |
| 16424 | 16210           | Yviers                          |
| 16425 | 16110           | Yvrac-et-Malleyrand             |